# Rhipidure de Rennell
Rhipidura rennelliana
Espèce
Statut de conservation UICN

 LC  : Préoccupation mineure
Le Rhipidure de Rennell (Rhipidura rennelliana) est une espèce de passereau de la famille des Rhipiduridae.

## Distribution
Il est endémique de Rennell (îles Salomon).

## Habitat
Il habite les forêts humides tropicales et subtropicales en plaine.